# Miami Dolphins 2008
La stagione 2008 dei Miami Dolphins è stata la numero 43 della franchigia, la trentanovesima nella National Football League. Nella stagione regolare stabilì un primato NFL vincendo dieci gare in più della stagione precedente, da 1-15 a 11-5. Il precedente record era stato il passare da una stagione 1–15 per gli Indianapolis Colts che salirono a 9–7 nel 1993. Inoltre Miami vinse la AFC East, diventando la prima squadra della storia a vincere la propria division dopo aver vinto una sola gara nella stagione precedente.

## Scelte nel Draft 2008

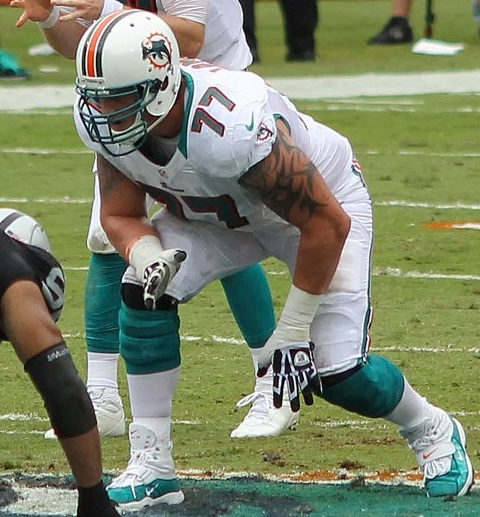
Jake Long fu la prima scelta assoluta del Draft NFL 2008.

| Draft | Draft  | Nome             | Ruolo            | College     |
| Giro  | Scelta | Nome             | Ruolo            | College     |
| ----- | ------ | ---------------- | ---------------- | ----------- |
| 1     | 1      | Jake Long        | Offensive tackle | Michigan    |
| 2     | 32     | Phillip Merling  | Defensive end    | Clemson     |
| 2     | 57     | Chad Henne       | Quarterback      | Michigan    |
| 3     | 66     | Kendall Langford | Defensive end    | Hampton     |
| 4     | 110    | Shawn Murphy     | Guardia          | Utah State  |
| 6     | 176    | Jalen Parmele    | Running back     | Toledo      |
| 6     | 195    | Donald Thomas    | Guardi           | Connecticut |
| 6     | 204    | Lex Hilliard     | Running back     | Montana     |
| 7     | 245    | Lionel Dotson    | Defensive end    | Arizona     |

## Calendario

### Stagione regolare
Il calendario della stagione regolare fu annunciato il 15 aprile 2008.
| Turno | Ora*               | Data               | Avversario                | Risultato          | Record             | Stadio                        | TV                 | Recap                                              |
| ----- | ------------------ | ------------------ | ------------------------- | ------------------ | ------------------ | ----------------------------- | ------------------ | -------------------------------------------------- |
| 1     | 1:00 PM            | 7/9                | New York Jets             | S 14 – 20          | 0–1                | Dolphin Stadium               | CBS                | Recap                                              |
| 2     | 4:15 PM            | 14/9               | @ Arizona Cardinals       | S 10 – 31          | 0–2                | University of Phoenix Stadium | CBS                | Recap                                              |
| 3     | 1:00 PM            | 21/9               | @ New England Patriots    | V 38 – 13          | 1–2                | Gillette Stadium              | CBS                | Recap                                              |
| 4     | Settimana di pausa | Settimana di pausa | Settimana di pausa        | Settimana di pausa | Settimana di pausa | Settimana di pausa            | Settimana di pausa | Settimana di pausa                                 |
| 5     | 1:00 PM            | 5/10               | San Diego Chargers        | V 17 – 10          | 2–2                | Dolphin Stadium               | CBS                | Recap                                              |
| 6     | 1:00 PM            | 12/10              | @ Houston Texans          | S 28 – 29          | 2–3                | Reliant Stadium               | CBS                | Recap                                              |
| 7     | 1:00 PM            | 19/10              | Baltimore Ravens          | S 13 – 27          | 2–4                | Dolphin Stadium               | CBS                | Recap                                              |
| 8     | 1:00 PM            | 26/10              | Buffalo Bills             | V 25 – 16          | 3–4                | Dolphin Stadium               | CBS                | Recap                                              |
| 9     | 4:05 PM            | 2/11               | @ Denver Broncos          | V 26 – 17          | 4–4                | INVESCO Field at Mile High    | CBS                | Recap                                              |
| 10    | 1:00 PM            | 9/11               | Seattle Seahawks          | V 21 – 19          | 5–4                | Dolphin Stadium               | Fox                | Recap                                              |
| 11    | 1:00 PM            | 16/11              | Oakland Raiders           | V 17 – 15          | 6–4                | Dolphin Stadium               | CBS                | Recap                                              |
| 12    | 1:00 PM            | 23/11              | New England Patriots      | S 28 – 48          | 6–5                | Dolphin Stadium               | CBS                | Recap                                              |
| 13    | 1:00 PM            | 30/11              | @ St. Louis Rams          | V 16 – 12          | 7–5                | Edward Jones Dome             | CBS                | Recap                                              |
| 14    | 4:05 PM            | 7/12               | @ Buffalo Bills (Toronto) | V 16 – 3           | 8–5                | Rogers Centre                 | CBS                | Recap                                              |
| 15    | 1:00 PM            | 14/12              | San Francisco 49ers       | V 14 – 9           | 9–5                | Dolphin Stadium               | Fox                | Recap                                              |
| 16    | 1:00 PM            | 21/12              | @ Kansas City Chiefs      | V 38 – 31          | 10–5               | Arrowhead Stadium             | CBS                | Recap Archiviato il 30 gennaio 2013 in Archive.is. |
| 17    | 4:15 PM            | 28/12              | @ New York Jets           | V 24 – 17          | 11–5               | The Meadowlands               | CBS                | Recap                                              |

## Classifiche
| AFC East             | AFC East | AFC East | AFC East | AFC East | AFC East | AFC East | AFC East | AFC East | AFC East |
|                      | V        | S        | P        | PCT      | DIV      | CONF     | PF       | PS       | STR      |
| -------------------- | -------- | -------- | -------- | -------- | -------- | -------- | -------- | -------- | -------- |
| (3) Miami Dolphins   | 11       | 5        | 0        | .688     | 4–2      | 8–4      | 345      | 317      | V5       |
| New England Patriots | 11       | 5        | 0        | .688     | 4–2      | 7–5      | 410      | 309      | V4       |
| New York Jets        | 9        | 7        | 0        | .563     | 4–2      | 7–5      | 405      | 356      | S2       |
| Buffalo Bills        | 7        | 9        | 0        | .438     | 0–6      | 5–7      | 336      | 342      | S1       |

## Premi
- Chad Pennington:

comeback player of the year